# Sara Allgood
Sara Allgood (Dublín; 30 de octubre de 1880-Woodland Hills, California; 13 de septiembre de 1950) fue una actriz irlandesa.

## Biografía
Allgood nació en Dublín (Irlanda). Su hermana fue la actriz Maire O'Neill. Allgood comenzó su carrera en el Abbey Theatre y después trabajó en la Irish National Theatre Society, apareciendo en muchas obras por toda Gran Bretaña. Fue una actriz habitual en las primeras películas de Alfred Hitchcock, como Blackmail (1929), Juno and the Paycock (1930) y Sabotage (1936).
Allgood fue nominada al Óscar a la mejor actriz de reparto en 1941 por su papel de Beth Morgan en el filme ¡Qué verde era mi valle!, pero el premio cayó en manos de Mary Astor. También memorables son sus papeles en Dr. Jekyll y Mr. Hyde (1941), It Happened in Flatbush (1942), Jane Eyre (1944), Las llaves del reino (1944), The Spiral Staircase (1946), The Fabulous Dorseys (1947) y Cheaper by the Dozen (1950).
Estuvo casada durante un breve lapso con Gerald Henson. Él junto con su recién nacida hija murieron en la pandemia de gripe de 1918. 
Después de nacionalizarse estadounidense en 1945, Allgood murió de un infarto de miocardio en 1950 a la edad de 69 años en Woodland Hills.

## Filmografía selecta
- Blackmail (1929)
- Juno and the Paycock (1930)
- The Passing of the Third Floor Back (1935)
- Sabotage (1936)
- Kathleen Mavourneen (1937)
- How Green Was My Valley (1941)
- The War Against Mrs. Hadley (1942)
- The Lodger (1944)
- The Spiral Staircase (1946)

## Premios y distinciones
Premios Óscar
| Año  | Categoría               | Película                 | Resultado |
| ---- | ----------------------- | ------------------------ | --------- |
| 1942 | Mejor actriz de reparto | ¡Qué verde era mi valle! | Nominada  |